# Don Amador
Donald Grace (23 d'octubre de 1942 – 13 d'agost de 1992), també conegut com a Don Amador, va ser un activista gai estatunidenc. Va impartir un dels primers cursos d'estudis gais dels Estats Units. L'activista LGBT i contra la sida Cleve Jones, amic tant d'Amador com de Harvey Milk, va interpretar Amador a la pel·lícula biogràfica Milk (2008).

## Primers anys
Don Amador va néixer com a Donald Grace el 23 d'octubre de 1942 a Troy (Nova York). Va assegurar que «sabia que era diferent» mentre creixia; la seva primera experiència homosexual va tenir lloc a 11 anys.
A 17 anys, va deixar l'institut i es va unir a la Marina dels Estats Units, servint a la guerra del Vietnam. Va ser donat de baixa honorablement i va anar durant un any a un monestir abans de marxar per unir-se a un projecte ecumènic a Boston. Es va tornar a allistar el 1965 i va treballar amb el cap Richard J. Amador, un vidu recent l'únic fill del qual havia mort durant la invasió de Normandia. El 1971, el cap el va adoptar legalment.
A instàncies del seu pare adoptiu, Don Amador va tornar a estudiar i finalment va obtenir un màster en antropologia urbana. La seva tesi es va centrar en la comunitat gai de Los Angeles.

## Carrera professional
A partir del 1976, Don Amador va impartir un dels primers cursos d'estudis gais dels Estats Units, a la Universitat Estatal de Califòrnia.
En el seu curs d'història gai, Amador va argumentar que el rei David, Alexandre el Gran, Michelangelo Buonarotti i Piotr Ilitx Txaikovski eren gais i va ensenyar que Thomas Jefferson va elaborar un projecte de llei de Virgínia el 1776 per fer que l'homosexualitat fos "«punible amb la castració»". També va distingir entre els termes «homosexualitat» i «gai»: «Homosexualitat és merament el que fas al llit; ser gai és tot un estil de vida per si sol». Amador va recopilar 14 dels millors articles del seu curs per crear un llibre pioner en estudis gais.
Amador va ser nomenat «enllaç oficial amb la comunitat gai» per l'alcalde de Los Angeles, Tom Bradley. El 1977, es va presentar a les eleccions a l'Assemblea Estatal de Califòrnia, quedant setè de divuit candidats. El 1980, es va presentar a les eleccions a l'Ajuntament de Los Angeles. Va afirmar: «Vull ser un model a seguir per a la gent gai […] Espero que algun dia hi hagi igualtat de drets per a tothom. Ho superarem».

## Vida personal

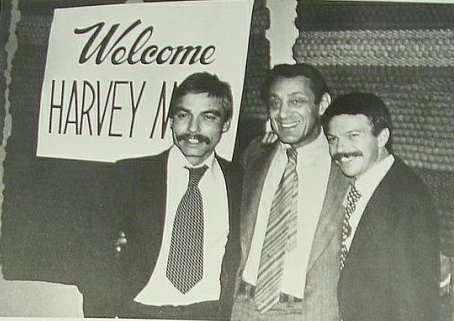
Don Amador, el seu marit Tony Karnes i Harvey Milk

A partir de 1970, Amador va mantenir una relació amb Tony Karnes. Es consideraven casats i van celebrar una cerimònia de casament a les escales de l'església catòlica del Santíssim Sagrament de Hollywood.
La parella, juntament amb el pare adoptiu d'Amador, Richard J. Amador, vivien en una mansió construïda per a l'actriu Mary Miles Minter. El seu pare va morir el 1983 a 80 anys i està enterrat al cementiri de la Santa Creu (Culver City).
Don Amador va morir el 13 d'agost de 1992.

## Llegat
Cleve Jones, un amic seu, va interpretar Amador a la pel·lícula biogràfica Milk (2008), mentre que Jones és interpretat per Emile Hirsch.